# Augerums landsfiskalsdistrikt
Augerums landsfiskalsdistrikt var 1918-1941 ett landsfiskalsdistrikt i Blekinge län, bildat när Sveriges indelning i landsfiskalsdistrikt trädde i kraft den 1 januari 1918, enligt beslut den 7 september 1917. Landsfiskalsdistriktet avskaffades den 1 oktober 1941 (genom kungörelsen 28 juni 1941) när Sverige fick en ny indelning av landsfiskalsdistrikt och dess område överfördes till Lyckeby landsfiskalsdistrikt.
Landsfiskalsdistriktet låg under länsstyrelsen i Blekinge län.

## Ingående områden

### Från 1918
Östra härad:
- Del av Augerums landskommun: Kommunen förutom hemmanen nr 1 Beseboda, nr 8 Vedeby och nr 9 Vedeby som tillhörde Lyckeby landsfiskalsdistrikt.[2]
- Rödeby landskommun